# يويداي إينوي
يويداي إينوي (باليابانية: 井上 裕大) (30 مايو 1989 في أويتا في اليابان – )؛ هو لاعب كرة قدم ياباني سابق كان يلعب كلاعب وسط.

## وصلات خارجية
- يويداي إينوي على موقع رابطة كرة القدم اليابانية للمحترفين (اليابانية)
- يويداي إينوي على موقع قاعدة بيانات كرة القدم.إي يو (الإنجليزية)
- يويداي إينوي على موقع Soccerway.com (الإنجليزية)
- يويداي إينوي على موقع عالم كرة القدم.نت (الإنجليزية)
- يويداي إينوي على موقع كووورة